# Estación Palos Verdes (Metroplús)
La Estación Palos Verdes es la decimoquinta estación de Metroplús de la línea L1 y L2 desde el occidente de Medellín hacia el barrio Aranjuez.
- Datos: Q28664142